# Olympische Jugend-Sommerspiele 2018/Tischtennis
Bei den Olympischen Jugend-Sommerspielen 2018 in Buenos Aires wurden vom 7. bis zum 14. Oktober drei Wettbewerbe im Tischtennis ausgetragen.
Wettkampfstätte war das Tecnópolis.

## Jungen

### Einzel
| Platz | Land | Spieler              |
| ----- | ---- | -------------------- |
| 1     | CHN  | Wang Chuqin          |
| 2     | JPN  | Tomokazu Harimoto    |
| 3     | USA  | Kanak Jha            |
| 4     | TPE  | Lin Yun-ju           |
| 5     | GRE  | Ioannis Sgouropoulos |
| 5     | ROU  | Cristian Pletea      |
| 5     | SGP  | Pang Yew En Koen     |
| 5     | SWE  | Truls Möregårdh      |

Der Deutsche Cedric Meissner und der Österreicher Maciej Kolodziejczyk schieden beide in der Gruppenphase aus.

## Mädchen

### Einzel
| Platz | Land | Spieler               |
| ----- | ---- | --------------------- |
| 1     | CHN  | Sun Yingsha           |
| 2     | JPN  | Miu Hirano            |
| 3     | ROU  | Andreea Dragoman      |
| 4     | IND  | Archana Girish Kamath |
| 5     | AZE  | Ning Jing             |
| 5     | BRA  | Bruna Takahashi       |
| 5     | RUS  | Marija Tailakowa      |
| 5     | USA  | Amy Wang              |

Die Deutsche Franziska Schreiner kam nicht über die Vorrunde hinaus.

## Mixed
| Platz | Land    | Spieler                             |
| ----- | ------- | ----------------------------------- |
| 1     | CHN     | Sun Yingsha Wang Chuqin             |
| 2     | JPN     | Miu Hirano Tomokazu Harimoto        |
| 3     | TPE     | Su Pei-ling Lin Yun-ju              |
| 4     | SRB SWE | Sabina Šurjan Truls Möregårdh       |
| 5     | AZE     | Ning Jing Yu Khinhang               |
| 5     | SLO MDA | Aleksandra Vovk Wladislaw Ursu      |
| 5     | ROU     | Andreea Dragoman Cristian Pletea    |
| 5     | RUS     | Marija Tailakowa Wladimir Sidorenko |

Das deutsche Doppel Franziska Schreiner und Cedric Meissner überstand die Gruppenphase nicht, ebenso wenig der Österreicher Maciej Kolodziejczyk, der zusammen mit Anna Węgrzyn aus Polen ins Rennen ging.

## Medaillenspiegel
|       | Medaillenspiegel    | Medaillenspiegel | Medaillenspiegel | Medaillenspiegel | Medaillenspiegel |
| Platz | Land                | G                | S                | B                | Gesamt           |
| ----- | ------------------- | ---------------- | ---------------- | ---------------- | ---------------- |
| 1     | Volksrepublik China | 3                | –                | –                | 3                |
| 2     | Japan               | –                | 3                | –                | 3                |
| 3     | Chinesisch Taipeh   | –                | –                | 1                | 1                |
| 3     | Rumänien            | –                | –                | 1                | 1                |
| 3     | Vereinigte Staaten  | –                | –                | 1                | 1                |
| Total | Total               | 3                | 3                | 3                | 9                |